# Přemysl Kočí

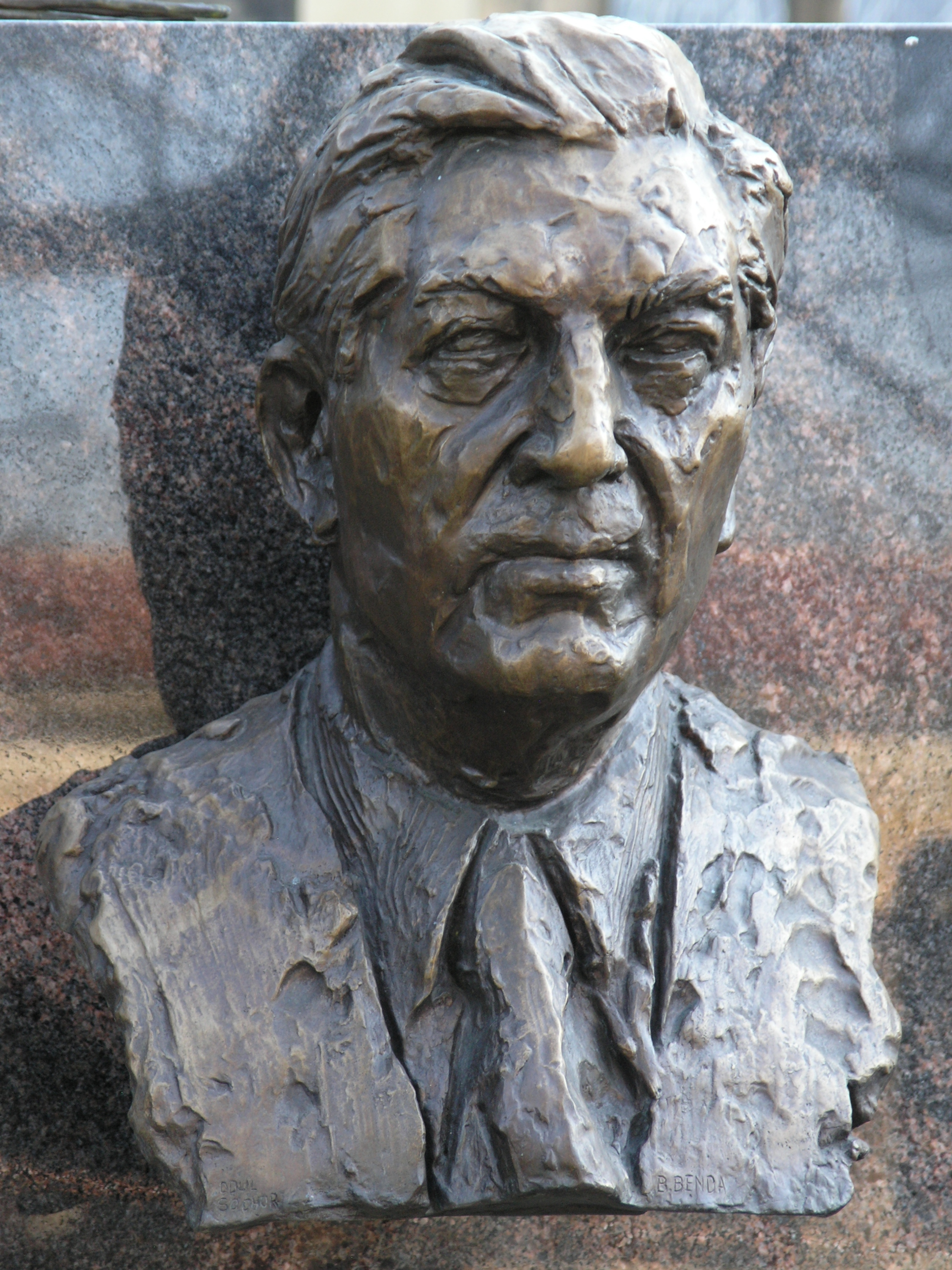
Busta na Vyšehradském hřbitově

Přemysl Kočí (1. června 1917 Rychvald u Karviné – 15. ledna 2003 Praha) byl český operní pěvec–barytonista, herec, hudební pedagog, režisér, divadelní manažer a funkcionář KSČ.

## Život
Pocházel z hornické rodiny. Otec byl ochotnickým režisérem. Po studiu gymnázia v Bohumíně se nejprve připravoval na dráhu pedagoga na učitelském ústavu. Od roku 1937 se začal soukromě připravovat na dráhu hudebníka a operního pěvce, studoval zpěv u R. Vaška. Svoji pěveckou a uměleckou dráhu započal koncem v roce 1939 hostováním ve Státním divadle v Ostravě, v roli Escamilla v Bizetově Carmen. V roce 1942 byl přijat Václavem Talichem na doporučení hlasového poradce ND Bedřicha Plaškeho jako sustentant Národního divadla. V letech 1943 až 1949 byl členem Státního divadla v Ostravě. Odtud z popudu tehdejšího ministra kultury ČSR Zdeňka Nejedlého byl přijat do Národního divadla v Praze coby sólista opery. Od roku 1966 zde působil také jako operní režisér. Po sovětské srpnové invazi do Československa v roce 1968 se stal nakrátko také náměstkem ústředního ředitele Československé televize, od roku 1969 do roku 1978 působil v dobách nejtužší normalizace ve funkci ředitele Národního divadla. Od roku 1962 vyučoval zpěv na pražské Hudební fakultě Akademie múzických umění, v roce 1974 byl jmenován mimořádným profesorem. Až do roku 1983 působil v Národním divadle také jako divadelní režisér.
K jeho žákům na HAMU patří např. Libuše Márová, Jana Jonášová, Marie Veselá, Marta Boháčová, Zdeněk Klumpar.

## Ocenění
- 1958 státní vyznamenání Za zásluhy o výstavbu
- 1963 titul zasloužilý umělec
- 1977 Řád práce
- 1979 titul národní umělec